# Ørestad
Pour l’article homonyme, voir Ørestad (métro de Copenhague).

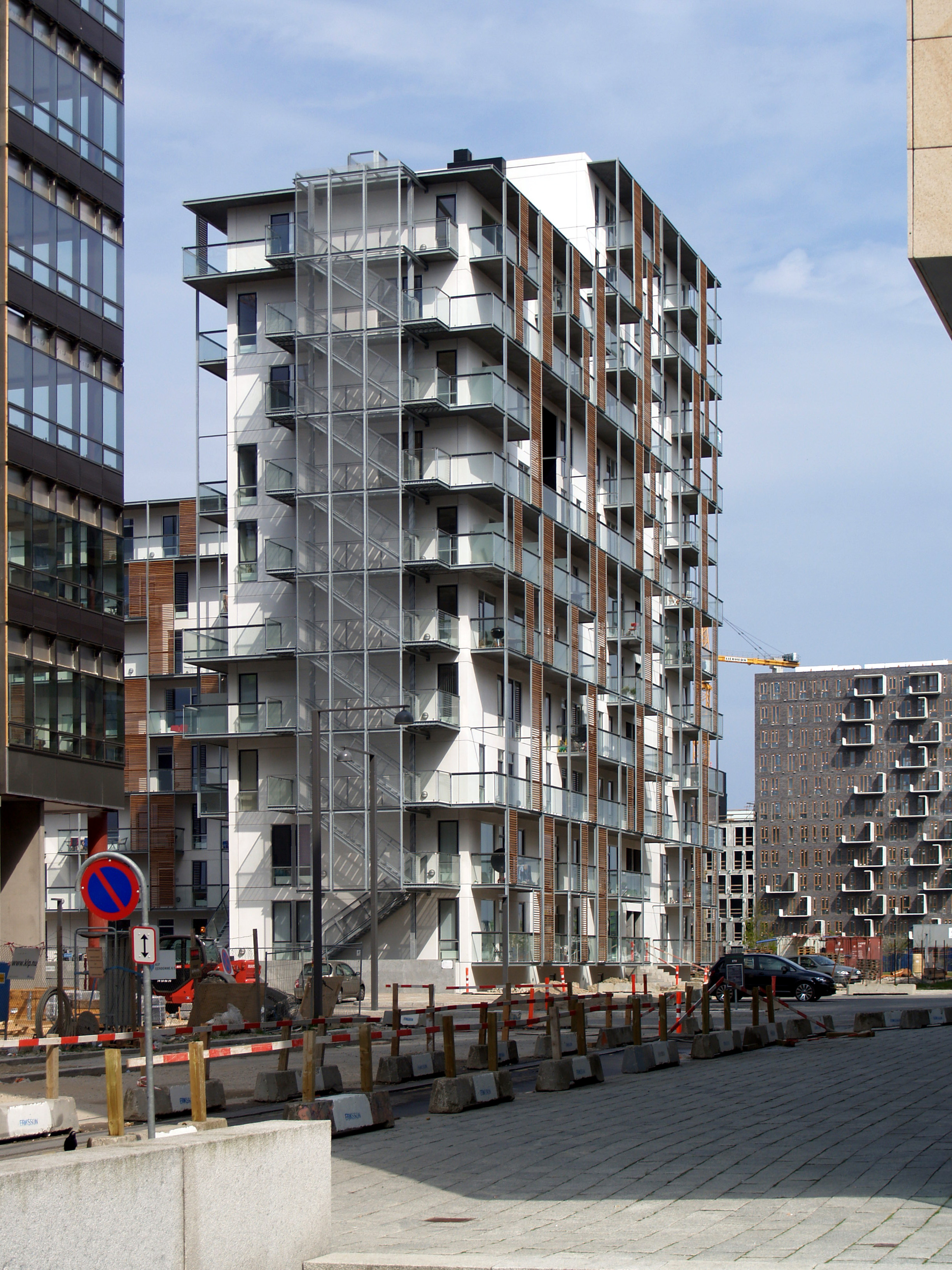
Immeuble résidentiel, à Ørestad

Ørestad est un quartier de Copenhague, au Danemark, situé sur l'île d'Amager, à 5 km au sud du centre-ville de Copenhague.

## Présentation
Le projet de construction du quartier a débuté en 1992. Le premier immeuble n'a été achevé qu'en 2001. En 2008, 53 % de la surface bâtie du quartier avait été vendue.
En plein développement, le quartier d'Ørestad est prévu pour loger 20 000 personnes, 20 000 étudiants y étudieront et 80 000 personnes seront employées dans le quartier. Ørestad s'étend sur 3,1 km2, il est connecté au métro de Copenhague. Ørestad est divisé en quatre sous-quartiers : Ørestad Nord, Amager Fælled, Ørestad City et Ørestad Syd. Les institutions qui se sont installées dans le quartier sont la Danmarks Radio (DR), la salle symphonique de Copenhague, le centre commercial Field's et le centre de conférence Bella Center ainsi que l'hôtel Bella Sky.
La station du métro de Copenhague Ørestad, dessert ce quartier depuis le 19 octobre 2002.